# Fédération des Samoa américaines de football

Ancien logo

La Fédération des Samoa américaines de football (Football Federation American Samoa (en) FFAS ; jusqu'en 2007 American Samoa Football Association (en) ASFA) est une association regroupant les clubs de football des Samoa américaines et organisant les compétitions nationales et les matchs internationaux de la sélection des Samoa américaines.
La fédération nationale des Samoa américaines est fondée en 1984. Elle est affiliée à la FIFA depuis 1998 et est membre de l'OFC depuis 1998 également.